# Jordi Hereu
Jordi Hereu Boher (Barcelona, 14 de junio de 1965) es un político español, actual ministro de Industria y Turismo desde 2023. Fue alcalde de Barcelona entre 2006 y 2011 y posteriormente presidente de Hispasat desde 2020 hasta su nombramiento como ministro.

## Trayectoria personal
Jordi Hereu es el cuarto de cinco hermanos. Pasó su infancia en el casco antiguo del barrio de San Gervasio, donde su familia se había trasladado por obligaciones del negocio familiar (su padre era empresario del sector lácteo), después de haber residido en Ciutat Vella y el Ensanche. Su familia, no obstante, es originaria de la comarca catalana del Pallars Jussá.
De pequeño, Hereu fue paquete y cursó sus estudios primarios y el bachillerato en la Escola Sant Gregori, un centro escolar en Sarriá-San Gervasio que destacaba por su talante democrático. Posteriormente se licenció en Administración de Empresas y obtuvo un MBA en ESADE. Fue miembro de las asociaciones de estudiantes AIESEC y Empresa Joventut entre 1986 y 1988.

## Militancia política
Fue durante sus años de estudiante cuando Jordi Hereu comenzó a vincularse a la política. Según él mismo ha desvelado, su vocación política se despertó en septiembre de 1976 en La Escala, cuando con tan solo 11 años asistió a un mitin de Reagrupament Socialista protagonizado por Josep Pallach. Desde entonces, Pallach ha sido uno de sus grandes referentes políticos, si bien también cita con frecuencia a grandes líderes de la socialdemocracia europea como fuentes de inspiración, en especial a Willy Brandt y Olof Palme.
Hereu conjuga una ideología socialdemócrata con un acento por las políticas de proximidad y de defensa del papel de la acción local. De hecho, para Hereu la proximidad es el principio básico y definitorio del movimiento socialista y, como resultado, el papel de los Ayuntamientos es clave:

El papel de los Ayuntamientos es indispensable. Por un lado hacen de prestadores de servicios urbanos, servicios sociales y muchos otros servicios esenciales, pero también  han de hacer de motor y de dinamizador económico

Desde 1987, Hereu es militante del PSC. Fue presidente de la Federación de Barcelona (2008-2014), y anteriormente viceprimer secretario (2004-2008) y secretario de organización (2001-2008). También fue secretario de Política Municipal del PSC (2008-2011) y miembro del Comité Federal del PSOE.

## Trayectoria profesional
La carrera profesional de Jordi Hereu comenzó en 1991 en Port 2000 y CILSA, vinculadas a la promoción de la Zona de Actividades Logísticas (ZAL) del Puerto de Barcelona. En esta empresa llegó a ser director de marketing.
Hereu se incorporó en 1997 al Ayuntamiento de Barcelona como gerente del distrito de Les Corts, donde finalizó las obras de cubrimiento de la Ronda del Mig, una obra que permite la conexión entre los distritos de Les Corts y Sants. En el momento de su inauguración, el túnel resultante del cubrimiento era, con sus 2,2 km, el túnel urbano más largo de España y el segundo de Europa. Además, su construcción permitió generar una rambla para los ciudadanos de 55 000 m².

### Concejal del Distrito de Les Corts
Después de las elecciones municipales de 1999, Hereu pasó a ser concejal de Les Corts. Durante los cuatro años que pasó en este distrito, Hereu impulsó, entre otros, la rehabilitación del Casco Antiguo, la reordenación de la "Porta Nord" de la Diagonal y la reforma de la Colonia Castells.

### Concejal de Seguridad y Movilidad del Ayuntamiento de Barcelona
En el 2004 pasó a ser concejal de Seguridad y Movilidad del Ayuntamiento y concejal del distrito de San Andrés.

### Quinto teniente de alcalde del Ayuntamiento de Barcelona
El 5 de mayo de 2006, Jordi Hereu pasó a ser quinto teniente de alcalde, en sustitución de Marina Subirats. Desde este puesto, coordinó y gestionó una amplia cartera de responsabilidades: además de la Concejalía de Movilidad, pasó a ser portavoz del Gobierno municipal, responsable del Área de Participación Ciudadana, Cooperación y Solidaridad, coordinador de la Comisión de Inmigración y del Instituto de Comunicación de Barcelona. También fue nombrado Presidente del Distrito de Gracia.

## Alcalde de Barcelona
El 29 de agosto de 2006 se anunció su designación como candidato de su partido a suceder a Joan Clos al frente de la alcaldía de la ciudad, cuyo relevo tuvo lugar el 8 de septiembre de 2006, debido a la designación de Clos como ministro de Industria, Turismo y Comercio.
Meses más tarde, Hereu se embarcó en la campaña electoral para las municipales de 2007, a donde concurrió con un programa electoral titulado "Mirar a lo lejos, trabajar desde cerca" donde se articulaban cinco ejes básicos para el futuro de Barcelona:

Una ciudad que apuesta por la cohesión, la convivencia y la igualdad de oportunidades'. 
Una ciudad de barrios dignos y con personalidad propia. 
Una ciudad con servicios, equipamientos y espacios públicos de calidad. 
Una ciudad que crece bien, innova y emprende.
Una ciudad plural, educadora, que apuesta por la cultura, la creatividad y el conocimiento.

En los comicios del 27 de mayo de 2007, la lista encabezada por Jordi Hereu fue la más votada, consiguiendo 14 concejales. Con el apoyo de Iniciativa per Catalunya, Hereu fue investido alcalde el 16 de junio de 2007.
El día después de los comicios, Jordi Hereu hizo público su gran objetivo: "hemos de generar una ciudad que dé oportunidades a todos y cuide a la gente que necesite ser cuidada". Esta frase desvelaba su voluntad de centrarse en políticas sociales que promoviesen la cohesión social, un objetivo que reiteró después en su discurso de toma de posesión:

Yo me imagino una Barcelona capaz de saber casar el progreso económico global con el progreso y el bienestar personal, de todos los que viven aquí. Yo me imagino una Barcelona excelente en creatividad, en nuevas economías, despierta, abierta, innovadora y atrevida. Pero también me imagino una Barcelona cohesionada socialmente, justa y preocupada por las necesidades cotidianas de sus residentes.

Yo me imagino una Barcelona excelente en la prestación de los servicios públicos, próxima, capaz de resolver con eficacia los problemas diarios de la gente, desde los grandes problemas a los más pequeños.
Yo me imagino, en definitiva, una Barcelona que mira hacia allá y que tiene los horizontes muy altos y escucha lo que pasa en el mundo, pero también una Barcelona que mira hacia dentro y que cuida a su gente, sin excepciones y hasta el último detalle. Un Ayuntamiento no puede hacerlo todo, pero sí se debe preocupar por todo. Porque nada de lo que les pasa a los ciudadanos de Barcelona nos debe ser ajeno.

En mayo de 2010 sometió a consulta popular un plan de reforma de la Diagonal de Barcelona, que resultó rechazado por más del 87 por ciento de los votantes. Ante tal fracaso, Hereu sacrificó a sus colaboradores más inmediatos, pero él mismo no consiguió sustraerse al fiasco de esa decisión de gobierno. Efectivamente, en las elecciones municipales de junio de 2011 su lista electoral resultó derrotada.
Hereu, obligado a desalojar la alcaldía, renunció a liderar el grupo municipal socialista cediendo su puesto a Jordi Martí Grau y poco después abandonó su escaño como concejal y se retiró de la política, volviendo al sector privado. Es cofundador de Fledge Barcelona y presidente de Barcelona Plataforma Empresarial y IdenCity. Es firmante fundacional del Manifiesto Barcelona, que desde 2018 hizo de Barcelona la primera ciudad del mundo con una diplomacia científica y tecnológica.

## Ministro de Industria y Turismo
En octubre de 2020 se anunció que sería el nuevo presidente de Hispasat, a propuesta de la SEPI.
Tres años después, en noviembre de 2023, el presidente del Gobierno, Pedro Sánchez, le propuso como nuevo ministro de Industria y Turismo. Tras ser nombrado por el rey Felipe VI, tomó posesión del cargo el 21 de noviembre de 2023 en el Palacio de la Zarzuela.
El 13 de mayo de 2025 fue el encargado de inaugurar, en nombre del Gobierno de España, el parador nacional de turismo de Molina de Aragón (Guadalajara).

## Premios y reconocimientos
- 2025: Medalla de Oro del Ayuntamiento de Barcelona.[14]